# Алдин-Булак

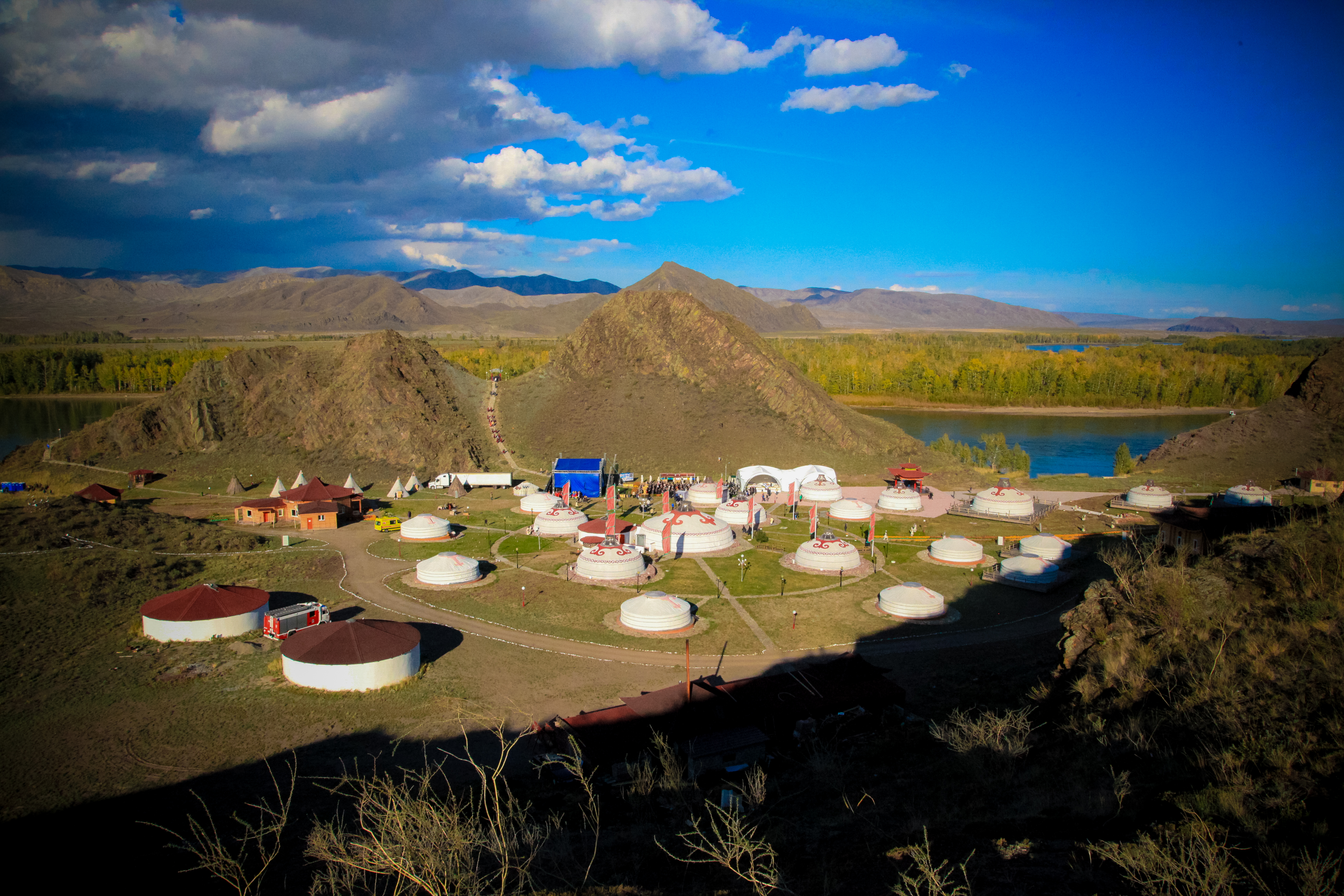
Загальний вид на "Алдин-Булак"

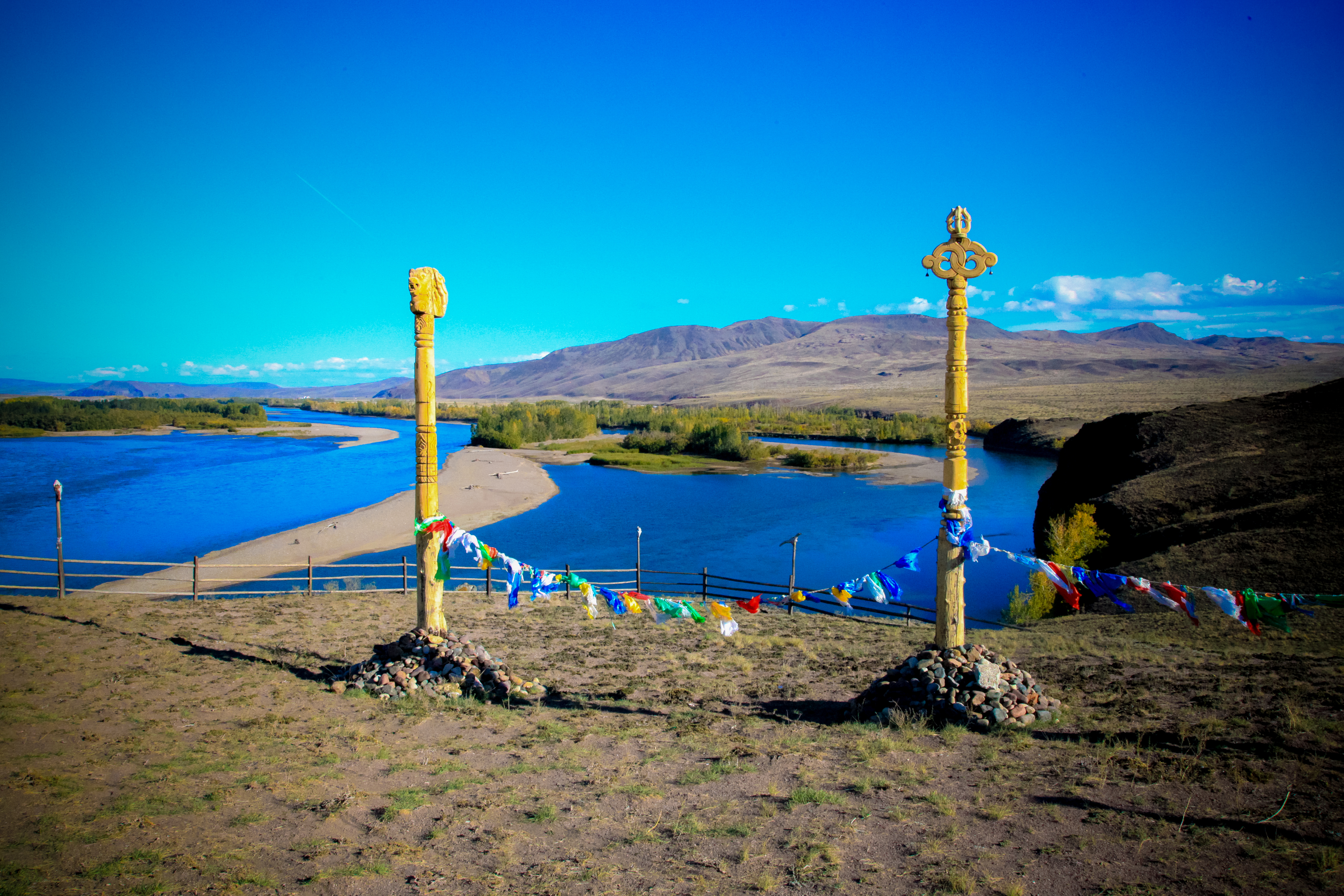
Вид на Єнісей

Алдин-Булак (в перекладі з тувинської мови «Золоте Джерело» (води)) — етнокультурний комплекс на території Республіки Тива, Тандинський район.

## Розташування
Розташований комплекс на березі Єнісею, за 45 км на захід від столиці Туви міста Кизила.
Ідея проекту комплексу несе в собі важливе смислове значення і виконана у вигляді макету Всесвіту, руху планет у галактиці. Сонце і планети представлені у вигляді юрт. Розташування юрт розраховане у відповідності з древнім східним вченням «Феншуй».

## Історія
Відкриття етнокультурного комплексу відбулося 18 березня 2011 року. В основу архітектурно-будівельних рішень туркомплексу була покладена ідея про те, щоб якомога повніше відобразити національний колорит Туви.

## Інфраструктура

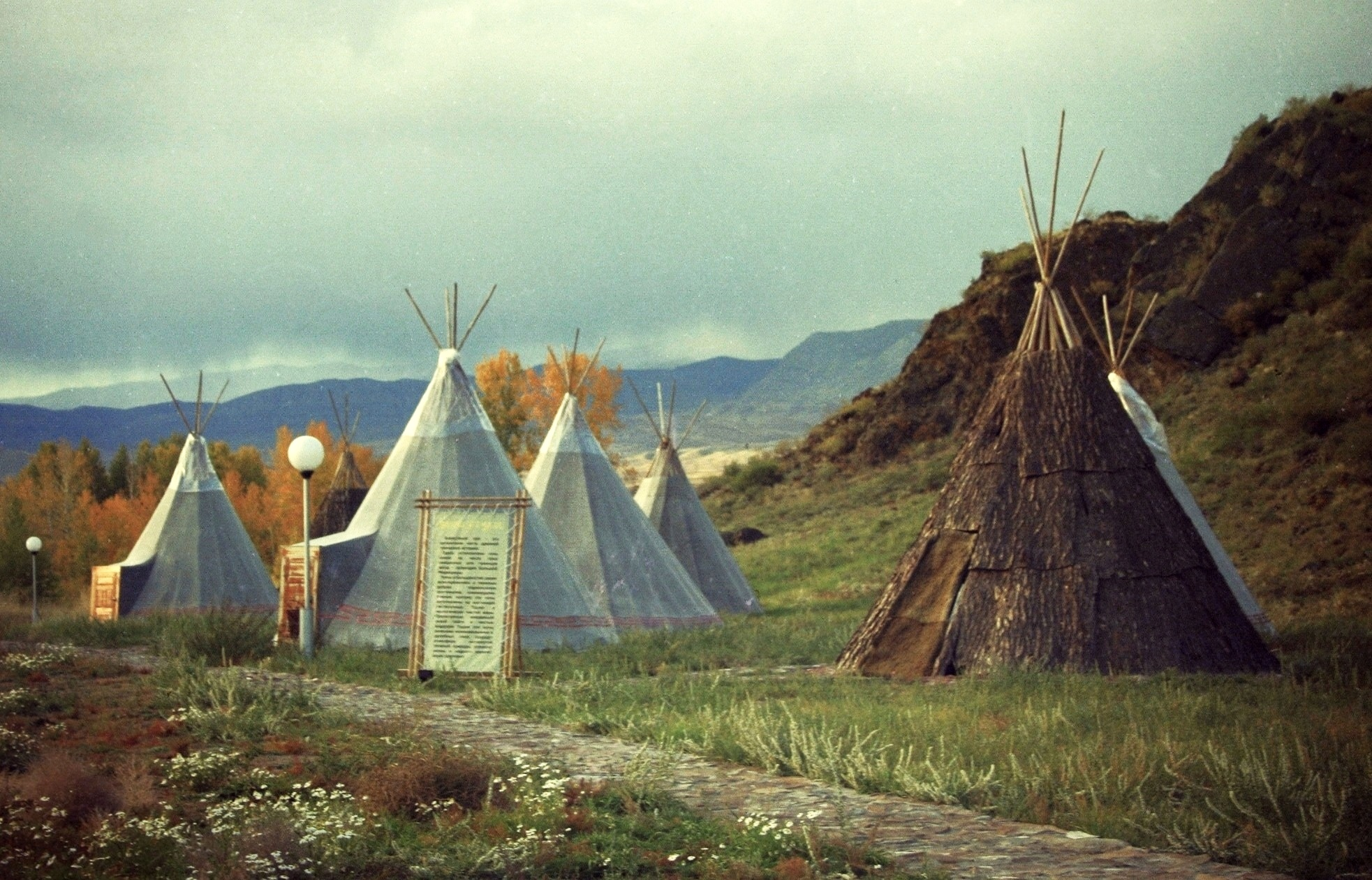
Чуми в Алдин-Булаку

На території комплексу розташовані обрядові місця: 
- «Шаманське місце»,
- «Небесні ворота», виконані у формі буддійської арки, розташовані між двома скелями з видом на річку;
- Прапори «Сульде» – місце поклоніння чоловіків,
- «Оваа Хоомея»[2],
- юрта-ресторан,
- юрти для проживання,
- тоджинські чуми з вогнищем,
- конференц-зал,
- адміністративні будівлі,
- спортивний майданчик
- оглядові альтанки,
- баня,
- сауна,
- сувенірні крамниці,
- автостоянка.

В оформленні юрт основний акцент зроблений на інтер'єр – історію і культуру республіки. За основу взяті елементи традиційного побуту тувинців і багатство скіфського часу – предметів з курганного поховання «Аржаан-1» і «Аржаан-2».